# Urobatis jamaicensis
Urobatis jamaicensis — вид роду Urobatis родини Urotrygonidae загону хвостоколових. Живе у тропічних водах Атлантичного океану від Північної Кароліни до Тринідаду. Зустрічається на мілководді на глибині до 25 м. Грудні плавники цих скатів утворюють округлий диск, довжина якого трохи перевищує ширину. Забарвлення дорсальної поверхні диска сильно варіюється. Диск покритий химерним візерунком з ліній, що переплітаються, і цяток. Відтінок основного фону може швидко змінюватися, забезпечуючи хороше маскування. Хвіст закінчується листоподібним хвостовим плавцем. У середній частині хвостового стебла розташований шип. Максимальна зареєстрована довжина 36 см.
Вдень ці скати найчастіше нерухомо лежать на дні. Вони розмножуються яйцеживонародженням. У посліді від 2 до 7 новонароджених. Вагітність триває 5-6 місяців. Раціон складається в основному з дрібних безхребетних та костистих риб. Полюючи, вони роблять диском хвилеподібні рухи і накривають здобич, або піднімають передній край диска, утворюючи привабливу печеру, куди жертва забирається в пошуках укриття. Не є об'єктом цільового лову. Будучи потривоженими, ці скати можуть завдати людині хворобливих ран. Як прилов трапляється при комерційному промислі. Крім того, їх відловлюють для утримання в акваріумах. Цей вид страждає від погіршення умов довкілля, але, незважаючи на це, збереження популяції не викликає побоювань.

## Таксономія
Вперше вид був науково описаний в 1816 році французьким натуралістом Жоржем-Леопольдом Кюв'є як Raia jamaicensis. Опис було засновано на особині, упійманій у водах Ямайки та призначеної голотипом. Пізніше вид був віднесений до роду уролофів (у деяких джерелах він досі згадується як Urolophus jamaicensis), а потім до роду Urobatis. Вид названий за місцем проживання.
Філогенетичний аналіз на підставі морфології, проведений в 1996 році, показав, що Urobatis jamaicensis є найбільш базальним членом клада, утвореного видами, що відносяться до роду Urobatis і живуть у Тихому океані, і уротригонами Центральної та Південної Америки.

## Ареал

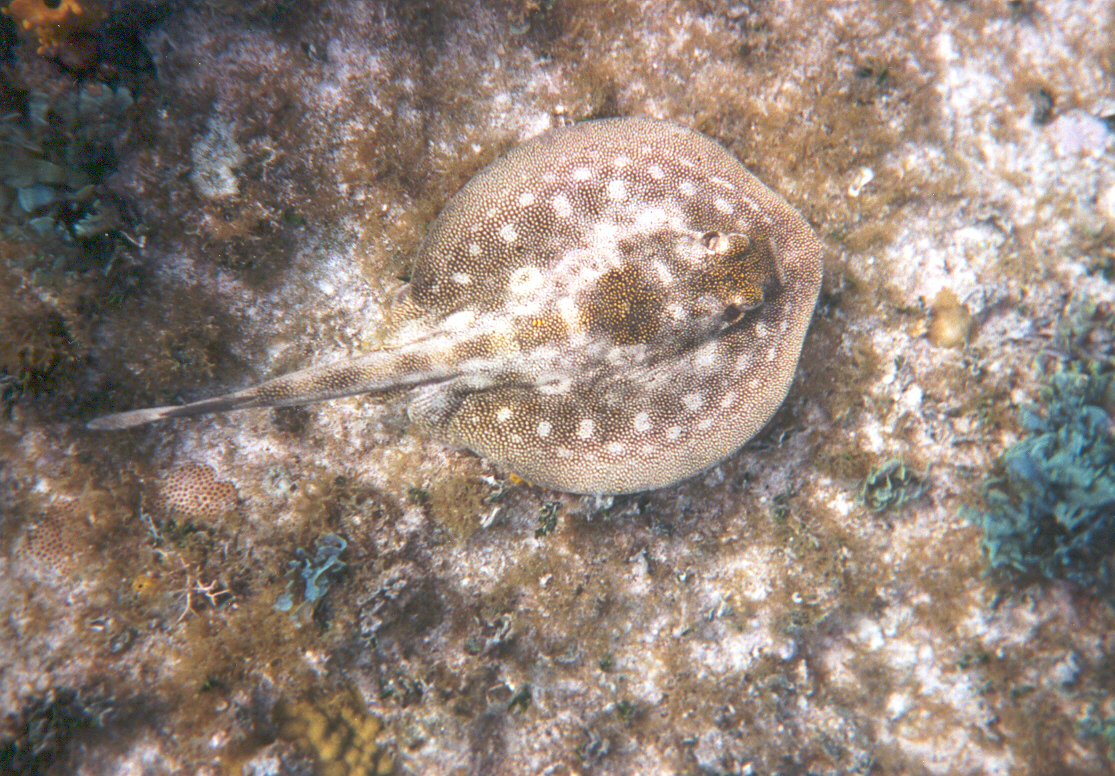
Urobatis jamaicensis віддають перевагу дну, щільно вкритому черепашками.

Urobatis jamaicensis мешкають у прибережних водах Мексиканської затоки (де вони є єдиними представниками свого сімейства) і Карибського моря, включаючи Флориду, Багами, Великі та Малі Антильські острови, а також Тринідад. Зрідка вони трапляються біля мису Лукаут, Північна Кароліна. Біля берегів Флорида-Кіс та Антильських островів вони досить численні, в інших частинах ареалу зустрічаються досить рідко. Біля узбережжя Мексики солоність води, в якій живуть ці схили, коливається від 26 до 40 ‰.

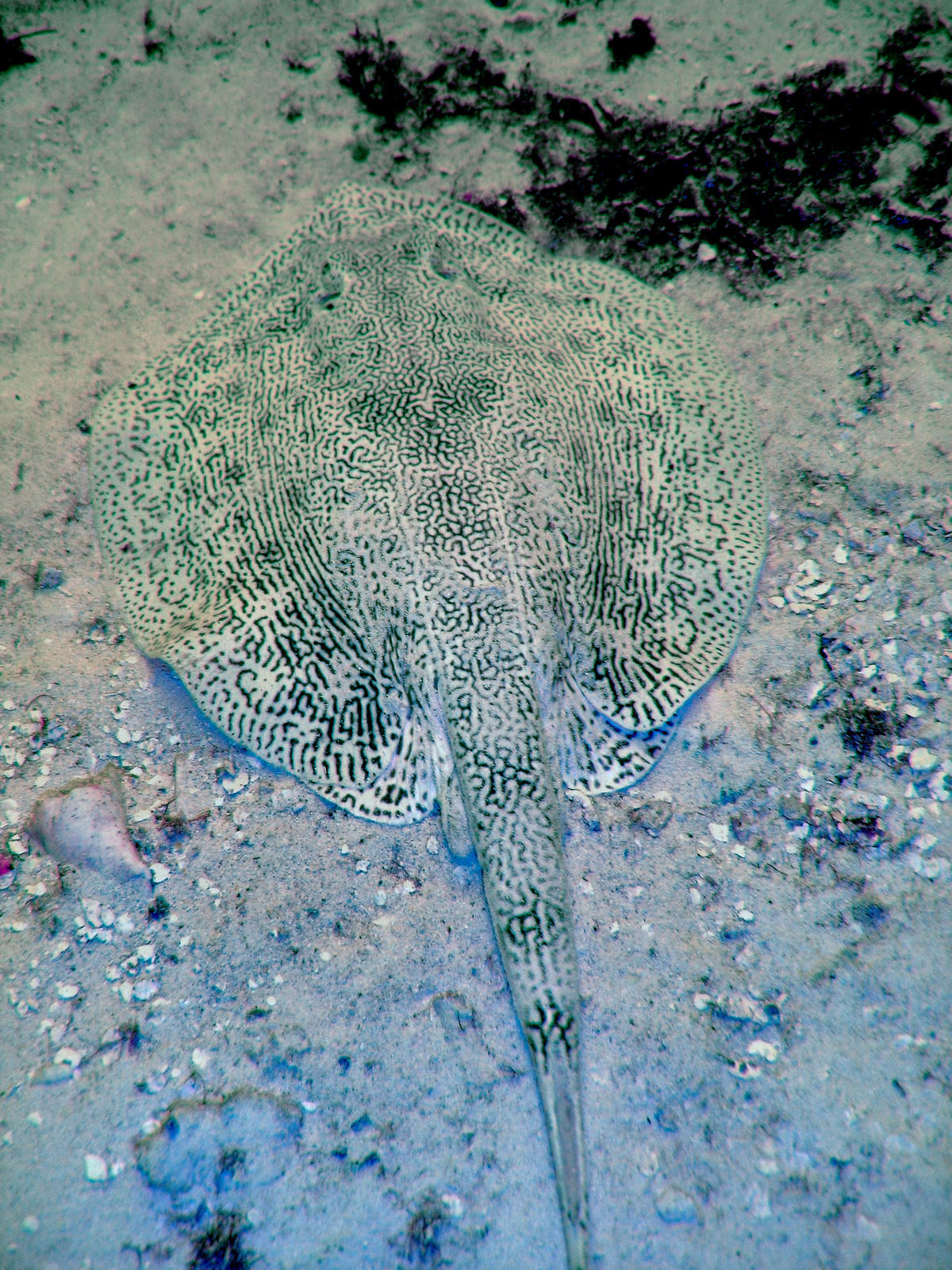
Ці скати здатні змінювати забарвлення та мімікрірувати.

Ці донні риби населяють прибережні води, вони зустрічаються в бухтах, лагунах, естуаріях і в зоні прибою на глибині до 25 м. Вони особливо віддають перевагу острівним місцям проживання з твердим дном, щільно зарослим черепашками (так зване «живе дно»). Їх також можна зустріти на піщаному або мулистому дні, в заростях водоростей і поблизу рифів на глибині до 25 м. Біля берегів Ямайки Urobatis jamaicensis накопичуються у великій кількості, аж до 1 особи на квадратний метр, під повітряним корінням мангрів, у гілках яких живуть єгипетські чаплі. Теоретично в пташиному посліді містяться безхребетні, що приваблюють скатів. У представників цього виду сезонні міграції не спостерігаються, хоча навесні самки тримаються ближче до берега в порівнянні з самцями.

## Опис
Це невеликі скати, ширина диска в діаметрі не перевищує 36 см, а загальна довжина 70 см. Широкі грудні плавці Urobatis jamaicensis зливаються з головою і утворюють майже круглий диск, довжина якого трохи перевищує ширину. Загострене коротке рило утворює тупий кут. Безпосередньо за очима розташовані бризкальця, між ніздрями пролягає вузький шкірний клапоть з дрібнобахромчастою нижньою кромкою. Рот витягнутий майже у пряму лінію. На дні ротової порожнини розташовано 3-5 пальцеподібних відростків, зібраних у поперечний ряд. У роті є по 30-34 верхніх і нижніх зубних рядів, збудованих смугами. Зуби з широкою основою, у дорослих самок і нестатевозрілих особин вони низькі і притуплені, а у самців загострені і ширше розставлені. Передній край заокруглених черевних плавників утворює майже пряму лінію. На вентральній стороні диска розташовано 5 пар зябрових щілин. Невеликі черевні плавці закруглені.

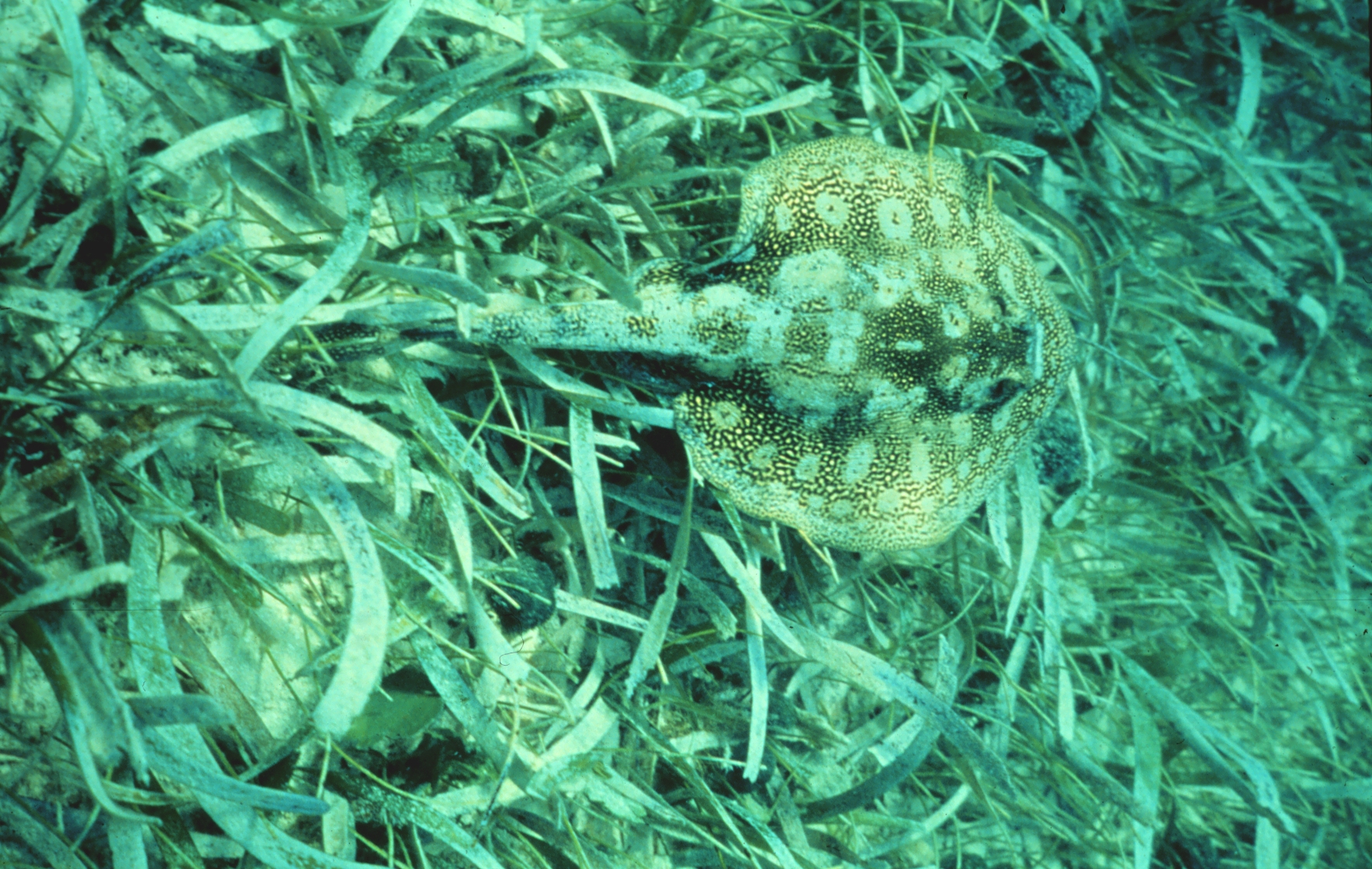
Новонароджені Urobatis jamaicensis з'являються на світ у заростях водоростей.

Щільний і плескатий хвіст складає приблизно половину і закінчується низьким листоподібним хвостовим плавником, висота якого дорівнює приблизно 1/4 довжини. На дорсальній поверхні хвоста в центральній частині розташований зазубрений шип. Новонароджені народжуються позбавленими луски. Незабаром після народження центр спини починає покриватися невеликими горбками, які у великих дорослих скатів поширюються на область між очима, «плечі» та основу хвоста. Крім того, по верхній межі хвостового плавника у них розвиваються відігнуті назад колючки. Забарвлення сильно варіюється, найчастіше зустрічаються два візерунки: світлий фон покриває дрібна темно-зелена або коричнева сітка або темно-зелений або коричневий фон густо усіяний білими, жовтими або золотими цятками. Вентральна поверхня зеленувато-, жовтувато- або коричнево-біла, передній край диска та хвіст покриті маленькими темними плямами. Скати цього виду здатні швидко змінювати відтінок і контрастність забарвлення, зливаючись з навколишнім оточенням.

## Біологія
Вдень Urobatis jamaicensis найчастіше нерухомо лежать на дні під тонким шаром опадів або в заростях водоростей. Спостереження за поміченими скатами показали, що індивідуальна ділянка існування у них обмежена, її площа не перевищує 20 000 м². Вони вважають за краще триматися на прикордонних територіях, наприклад, на стику піщаного дна та рифів. Перископічні очі цих схилів забезпечують їм панораму 360°. Вони вкриті тонкою оболонкою, що дозволяє контролювати кількість світла, що потрапляє у зіницю. Відпочиваючі на дні скати добре пристосовані до того, щоб засікти наближення хижака. На них полюють великі хижі риби, наприклад тигрові акули. Urobatis jamaicensis найбільш чутливі до звуків в діапазоні 300—600 Герц, ця частота звуків, що видаються, характерна для акул і схилів. У порівнянні з іншими схилами у цього представників цього виду досить великий мозок, вага якого становить 1-2 % від ваги тіла.

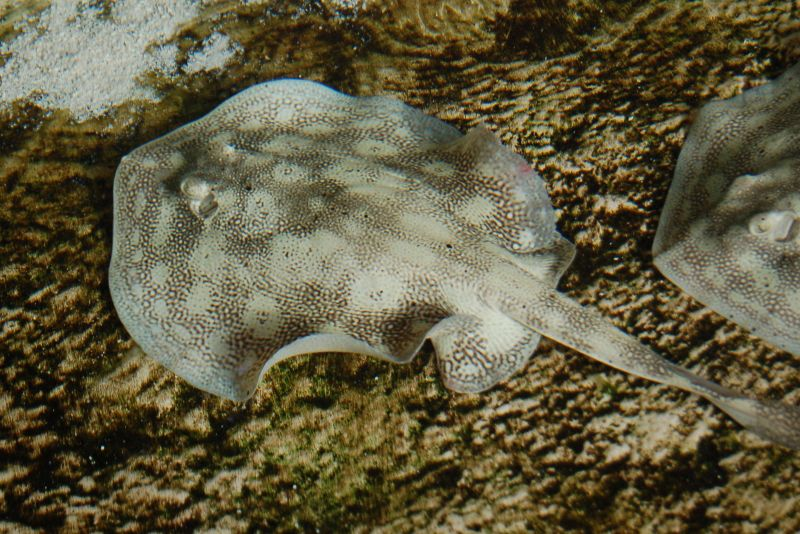

Urobatis jamaicensis полюють в основному на креветок, черв'яків, двостулкових молюсків та дрібних костистих риб. Зазвичай скати накривають жертву диском і блокують її на дні, а потім хвилеподібними рухами диска направляють в рот. Подібно до схожих з ними Urobatis halleri ці скати здатні рити ями і викопувати здобич, що зарилася в грунт. Іноді вони піднімають передній край диска, утворюючи печеру, в яку забираються тварини, що шукають укриття. На скатах цього виду паразитують стрічкові черв'яки Acanthobothrium cartagenensis, Phyllobothrium kingae, Discobothrium caribbensis, Rhinebothrium magniphallum і R. biorchidum та моногенеї Dendromonocotyle octodiscus.

### Життєвий цикл та розмноження
Urobatis jamaicensis розмножуються яйцеживонародженням, ембріони живляться жовтком, а пізніше гістотрофом. У дорослих самок є дві функціональні матки, ліва матка використовується частіше. За винятком деяких особин у самок функціонує лише лівий яєчник. Самки приносять потомство двічі на рік. Вагітність триває 5-6 місяців. Перший цикл овуляції триває із січня до квітня. Пік припадає на кінець лютого та початок березня. Новонароджені народжуються з червня по вересень, масові пологи відбуваються наприкінці липня та на початку серпня. Другий цикл овуляції триває з серпня до вересня. Новонароджені народжуються з листопада по січень. Цикли перекривають один одного завдяки тому, що вітеллогенез (формування жовтка) починається, коли самки ще вагітні.
У ході шлюбного ритуалу та злягання один або кілька самців Urobatis jamaicensis щільно йдуть за самкою, намагаючись схопити її за край диска своїми довгими та загостреними зубами. Схопивши самку, самець підпливає під неї так, щоб виявитися черевом до черева і вставляє один із птеригоподіїв у її клоаку. Суперники самці кусаються і штовхаються, намагаючись перешкодити парі. За парою цього виду спостерігали біля Белізського Бар'єрного рифу на глибині 2,5 м. Переслідування тривало 30-60 секунд, а злягання тривало 4 хвилини.
Головним джерелом поживних речовин ембріону є гістотроф, який забезпечує збільшення маси тіла в 46 разів від овуляції до пізньої стадії розвитку. Коли зародок досягає 4,7 см у діаметрі, жовтковий мішок пустіє, зовнішні зябра у нього зникають. У посліді від 1 до 7 новонароджених. Перший у році послід (весняно-літній) більш чисельний порівняно з другим (осінньо-зимовим), а кількість новонароджених у ньому безпосередньо залежить від розмірів самки, чого не спостерігається під час других пологів. З іншого боку новонароджені з першого помету загалом дрібніші, їх довжина становить близько 14,7 см проти 15 см. Ймовірно, менша кількість і більший розмір новонароджених пов'язані зі зниженою температурою, при якій протікає осінньо-зимовий цикл, що зумовлює їх сповільнене зростання. Пологи відбуваються в заростях водоростей. Новонароджені з'являються на світ хвостом вперед, їхнє забарвлення схоже на забарвлення дорослих скатів, а диск порівняно ширший. Крім того, їх брязкальця покриті шишечками, які зникають невдовзі після народження. Самці та самки досягають статевої зрілості при ширині диска 15-16 і 20 см відповідно. Максимальна тривалість життя оцінюється в 15-25 років.

## Взаємодія з людиною
У цілому, Urobatis jamaicensis звертають мало уваги на аквалангістів, тому до них можна підпливти на досить близьку відстань. Якщо на них наступити або спровокувати іншим способом, вони будуть захищатися і можуть завдати людині болісного уколу шипом, покритим сильною отрутою, який, однак, не становить загрози для життя. Завдяки маленькому розміру і досить спокійній вдачі Urobatis jamaicensis добре уживаються і розмножуються в неволі. Однак їм необхідний акваріум великого об'єму (не менше 684 л) та дрібнозернистий світлий ґрунт.
Ці скати є об'єктом цільового лову. Як прилов вони зрідка трапляються при комерційному промислі. Іноді їх відловлюють на продаж для утримання в акваріумах. Враховуючи численність і високий рівень відтворення Міжнародний союз охорони природи надав цьому виду статусу безпеки «Викликає найменші побоювання».